# North York (Pensilvania)
North York es un borough ubicado en el condado de York en el estado estadounidense de Pensilvania. En el año 2000 tenía una población de 1.689 habitantes y una densidad poblacional de 2,188.9 personas por km².

## Geografía
North York se encuentra ubicado en las coordenadas 39°58′40″N 76°43′53″O / 39.97778, -76.73139.

## Demografía
Según la Oficina del Censo en 2000 los ingresos medios por hogar en la localidad eran de $36,875 y los ingresos medios por familia eran $41,935. Los hombres tenían unos ingresos medios de $30,893 frente a los $23,567 para las mujeres. La renta per cápita para la localidad era de $16,938. Alrededor del 7.5% de la población estaba por debajo del umbral de pobreza.